# 卡爾霍恩縣 (阿肯色州)
卡尔洪縣（英語：Calhoun County）是美国阿肯色州南部的一個縣，面積1,638平方公里。根據2020年美國人口普查統計，本縣共有人口4,739人，是州中人口最少的縣份。本縣縣治為汉普顿。本縣是康登都會統計區的一部份。
本縣於1850年12月6日成立，是州中第55個成立的縣份；縣名紀念曾任兩屆美国副总统的約翰·C·卡爾霍恩。

## 地理

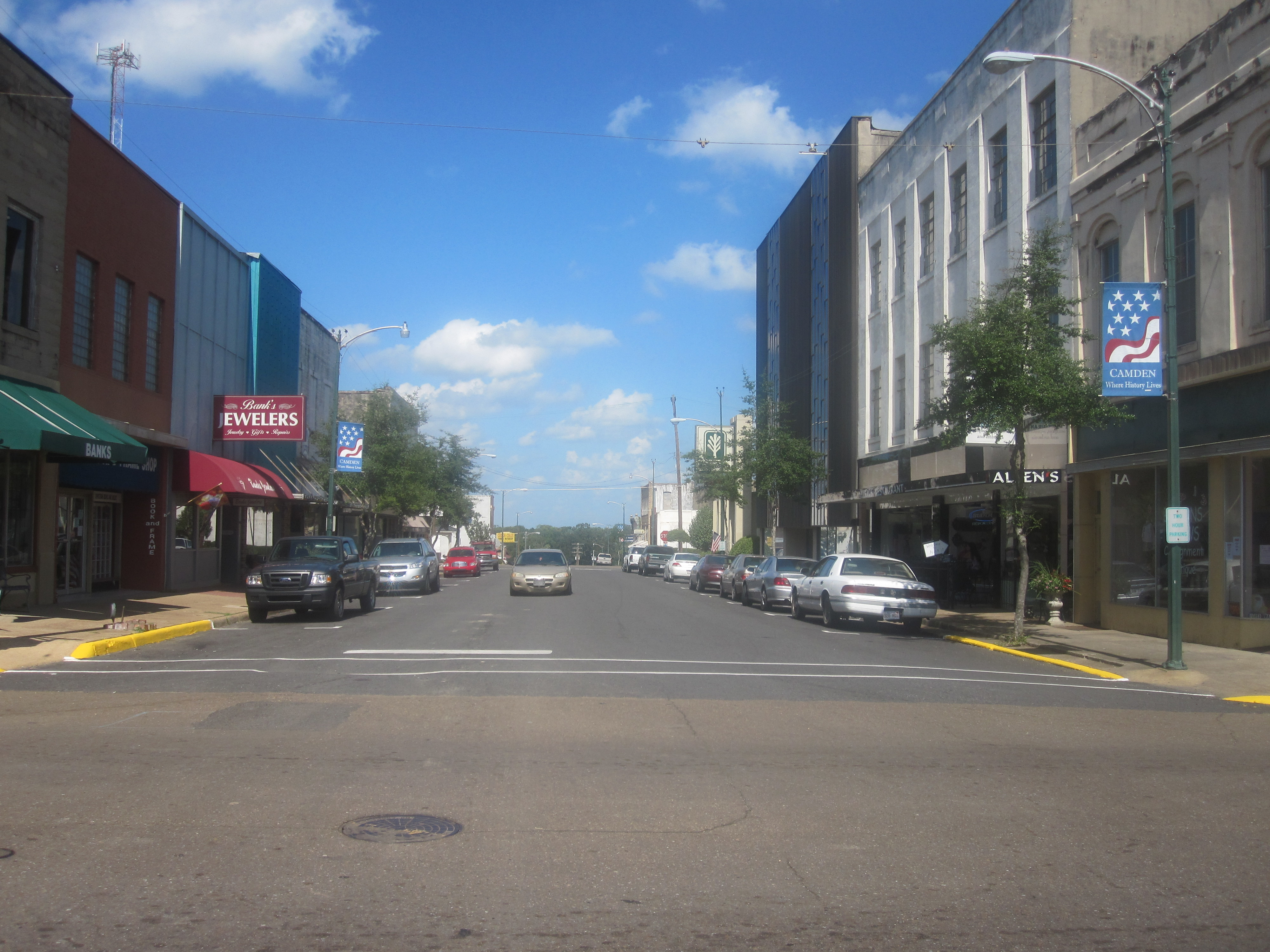
卡姆登

根據2000年人口普查，拉法葉縣的總面積為632.54平方英里（1,638.3平方），其中有628.27平方英里（1,627.2平方），即99.32%為陸地；4.27平方英里（11.1平方），即0.68%為水域。

### 主要公路
- 79号美国国道
- 167號美國國道（英语：U.S. Route 167）
- 278号美国国道
- 第160號阿肯色州州道（英语：Arkansas Highway 160）

### 毗鄰縣
所有卡爾霍恩縣的毗鄰縣都是阿肯色州的縣份。
- 達拉斯縣：北方
- 克里夫蘭縣：東北方
- 布拉德利縣：東方
- 尤寧縣：南方
- 沃希托縣：西方

## 人口
| 调查年             | 人口   | 备注 | %±     |
| ------------------ | ------ | ---- | ------ |
| 1860               | 4,103  |      | —      |
| 1870               | 3,853  |      | −6.1%  |
| 1880               | 5,671  |      | 47.2%  |
| 1890               | 7,267  |      | 28.1%  |
| 1900               | 8,539  |      | 17.5%  |
| 1910               | 9,894  |      | 15.9%  |
| 1920               | 11,807 |      | 19.3%  |
| 1930               | 9,752  |      | −17.4% |
| 1940               | 9,636  |      | −1.2%  |
| 1950               | 7,132  |      | −26.0% |
| 1960               | 5,991  |      | −16.0% |
| 1970               | 5,573  |      | −7.0%  |
| 1980               | 6,079  |      | 9.1%   |
| 1990               | 5,826  |      | −4.2%  |
| 2000               | 5,744  |      | −1.4%  |
| 2010               | 5,368  |      | −6.5%  |
| 2012年估计         | 5,307  |      | −1.1%  |
| [ 8 ] [ 9 ] [ 10 ] |        |      |        |

卡爾霍恩縣人口金字塔

根據2000年人口普查，卡爾霍恩縣擁有5,744居民、2,317住戶和1,628家庭。其人口密度為每平方英里9居民（每平方公里4居民）。本縣擁有3,012間房屋单位，其密度為每平方英里5間（每平方公里2間）。而人口是由74.51%白人、23.38%非裔、0.21%原住民、0.03%亞裔、0.92%其他種族和0.94%混血构成。而西裔或拉美裔佔了人口1.5%。
在2,317住户中，有31.2%擁有一個或以上的兒童（18歲以下）、55.6%為夫妻、11.3%為單親家庭、29.7%為非家庭、27.3%為獨居、12.6%住戶有同居長者。平均每戶有2.43人，而平均每個家庭則有2.94人。在5,744居民中，有24.6%為18歲以下、7%為18至24歲、28.2%為25至44歲、24.3%為45至64歲以及16%為65歲以上。人口的年齡中位數為39歲，女子對男子的性別比為100：92.7。成年人的性別比則為100：88.3。
本縣的住戶收入中位數為$28,438，而家庭收入中位數則為$34,647。男性的收入中位數為$30,353，而女性的收入中位數則為$17,452 ，人均收入為$15,555。約13.2%家庭和16.5%人口在貧窮線以下，包括19.9%兒童（18歲以下）及18.2%長者（65歲以上）。